# Kleinwasserkraftwerk Gletsch
Das Kleinwasserkraftwerk Gletsch war ein im Jahre 1942 in Dienst gestelltes Kleinwasserkraftwerk in der Remise des Hotels Glacier du Rhône in Gletsch.

## Geschichte
Das Kraftwerk in den ehemaligen Kutschenremisen der Hotelsiedlung Gletsch wurde 1930 erstellt. Der erzeugte Strom diente der Versorgung von Hermann Seilers Hotel Glacier du Rhône, des Hotels Belvédère an der Furka und der Ortschaften Gletsch, Oberwald und Obergesteln. Das Wasser kam über eine dreihundert Meter lange Druckleitung vom Totensee auf der Passhöhe des Grimselpasses. Am Ende der Druckleitung strömte das Wasser in eine Pelton-Turbine des Herstellers Sulzer Escher Wyss. Der zugehörige Generator stammte von Brown, Boveri & Cie.
In den Jahren 1949 bis 1950 bauten die Kraftwerke Oberhasli (KWO) eine Gewichtsstaumauer am Totensee und leiteten das Abflusswasser des Sees fortan in den Grimselsee. Die am See bestehenden Wasserrechte der Familie Seiler blieben bestehen. Zusammen mit den KWO wurde eine Freileitung mit 16 kV errichtet, welche die Stromversorgung in Gletsch sicherstellte und den Verkauf von Strom durch die Familie Seiler ins Obergoms bis zum Übergang der Immobilien Gletsch AG an den Kanton im Jahre 1984 erlaubte. Die Druckleitung wurde beim Ausbau der Grimselpassstrasse in den 1950er-Jahren unterbrochen. Das Kleinwasserkraftwerk war damit aufgehoben.
Im Rahmen der Feierlichkeiten 100 Jahre Technik am Berg der Dampfbahn Furka-Bergstrecke im Jahre 2014 konnte die Anlage von der Öffentlichkeit besichtigt werden.